# 小张碧云寺大殿
小张碧云寺大殿，位于山西省长治市长子县丹朱镇小张村，大殿为宋代建筑。已列为全国重点文物保护单位。

## 建筑
小张碧云寺分上中下三进院落。正殿三开间，单檐歇山顶，出檐深远，檐下斗拱疏朗。对于其斗拱形制，有五代说、北宋说。正殿顶棚壁画亦可观。

## 保护
2013年3月5日，小张碧云寺大殿由中华人民共和国国务院公布为第七批全国重点文物保护单位。编号7-0768。